# Maaike Vos
Maaike Ellen Vos (* 27. Mai 1985 in Sappemeer) ist eine ehemalige niederländische Shorttrackerin.
Sie begann zunächst auf der Langbahn im Eisschnelllaufen, wechselte aber im Jahr 2006 zum Shorttrack, wo sie schließlich ins Nationalteam aufgenommen wurde. In der Saison 2006/07 gewann sie ihren ersten nationalen Titel. Vos debütierte im Februar 2007 in Heerenveen im Weltcup und erreichte als bestes Ergebnis über 500 m das Viertelfinale. Bei ihrer ersten internationalen Meisterschaft, der Europameisterschaft in Sheffield, gewann sie in der Staffel die Bronzemedaille. Sie nahm auch an der Weltmeisterschaft in Mailand teil, konnte dort aber in drei Einzelrennen die Vorläufe nicht überstehen. In der Saison 2007/08 trat Vos bei vier Weltcups an und konnte dabei zweimal über 500 m das Viertelfinale erreichen. Ihr bestes Ergebnis bei der Europameisterschaft in Ventspils war das Erreichen des Halbfinals über 1500 m. In der folgenden Saison 2008/09 konnte sich Vos im Weltcup nicht verbessern. Ihr bestes Ergebnis bei der Europameisterschaft in Turin war abermals das Erreichen des Halbfinales über 1500 m. Mit der Staffel gewann sie die Bronzemedaille. Mit ihren Teamkolleginnen nahm sie zudem an der Teamweltmeisterschaft in Heerenveen teil und wurde Sechste. In der olympischen Saison 2009/10 nahm Vos an zwei Weltcups teil. In Einzelrennen konnte sie nicht überzeugen, in der Staffel aber stellte Vos mit Liesbeth Mau Asam, Sanne van Kerkhof, Jorien ter Mors und Annita van Doorn in 4:13,135 min einen niederländischen Staffel-Rekord auf und qualifizierte sich für die Olympischen Spiele in Vancouver. Dort gewann die Staffel das B-Finale und platzierte sich auf Rang vier im Endklassement. Ihre letzte Medaille gewann Vos zuvor bei der Europameisterschaft in Dresden. Mit der Staffel errang sie dort ihre insgesamt dritte Bronzemedaille.
Nach den Olympischen Spielen beendete Vos ihre aktive Karriere. Sie arbeitet heute als Sport- und Ernährungsberaterin, nachdem sie ein Studium in dem Bereich absolviert hat.